# Adriaan Blaauw
Pour les articles homonymes, voir Blaauw.
Adriaan Blaauw, né le 12 avril 1914 à Amsterdam et mort le 1er décembre 2010 à Groningue, est un astronome néerlandais.

## Biographie
Adriaan Blaauw étudie dans les universités de Leyde et de Groningue puis, dans les années 1950, travaille quelques années à l'Observatoire Yerkes. En 1957, il devient directeur du Kapteyn Astronomical Institute (en) à Groningue.
Adriaan Blaauw est étroitement impliqué dans la création de l'Observatoire européen austral (ESO), et en devient le directeur général de 1970 à 1975. Il reste à Leyde jusqu'à son départ à la retraite en 1981, après avoir été président de l'Union astronomique internationale de 1976 à 1979.
C'est lui qui préside la commission chargée de définir les priorités scientifiques du programme d'observation du satellite astrométrique Hipparcos.
Ses recherches portent sur la formation des étoiles, le mouvement des amas stellaires et des associations stellaires et les échelles de distance. Ses contributions principales sont l'explication de l'origine des étoiles qui se déplacent à grande vitesse dans notre galaxie et la description de la formation d'étoiles en associations.
Il meurt le 1er décembre 2010 à l'âge de 96 ans.

## Distinctions et récompenses
Parmi les nombreuses distinctions qu'il reçoit, il y a la médaille Bruce en 1989.
L'université de Groningue institue une chaire Blaauw et une lecture Blaauw en 1997.
L'astéroïde (2145) Blaauw et l'Observatoire Blaauw de l'université de Groningue portent son nom.